# Channel One Cup 2016
Channel One Cup 2016  spelades under perioden 15–18 december 2016 och vanns av Sverige.  Huvudspelort var Moskva i Ryssland, medan en utbruten match spelades i Helsingfors i Finland. Turneringen ingår som den andra delturneringen i Euro Hockey Tour 2016/2017. I samband med turneringen firar Rysslands ishockeyförbund sitt 70-årsjubileum.
Sverige vann säsongens andra turnering i Euro Hockey Tour genom att vinna mot Ryssland, tvåa i turneringen, och Finland, som slutade trea. Sverige avslutade med en förlust mot Tjeckien, som trots avslutningsvinsten hamnade sist i årets Channel One Cup.

## Tabell
| Nr | Lag      | S | V | ÖV | ÖF | F | GM | IM | MS | P |
| -- | -------- | - | - | -- | -- | - | -- | -- | -- | - |
| 1  | Sverige  | 3 | 2 | 0  | 0  | 1 | 8  | 7  | +1 | 6 |
| 2  | Ryssland | 3 | 2 | 0  | 0  | 1 | 10 | 7  | +3 | 6 |
| 3  | Finland  | 3 | 1 | 0  | 0  | 2 | 9  | 10 | −1 | 3 |
| 4  | Tjeckien | 3 | 1 | 0  | 0  | 2 | 7  | 10 | −3 | 3 |

## Matcher
Alla tider som anges är lokala. UTC+3 för matcher i Ryssland och UTC+2 för matchen i Finland.
|             | 15 december 2016 | Finland                                                                   | 4 – 2                   | Tjeckien                       | Helsingfors ishall                                                          |                                                                             |
| 18:30 UTC+2 | 18:30 UTC+2      | (2–0, 2–1, 0–1) Rapport                                                   | (2–0, 2–1, 0–1) Rapport | (2–0, 2–1, 0–1) Rapport        | Helsingfors, Finland · Publik: 5 056 · Domare: · Marcus Linde · Mikael Holm | Helsingfors, Finland · Publik: 5 056 · Domare: · Marcus Linde · Mikael Holm |
| 18:30 UTC+2 | 18:30 UTC+2      | Aaltonen (02:49) Aaltonen (11:12) Hintz (27:02) Erkinjuntti (32:52) (PP1) | Mål                     | (22:45) Tomášek (47:12) Jordán | Helsingfors, Finland · Publik: 5 056 · Domare: · Marcus Linde · Mikael Holm | Helsingfors, Finland · Publik: 5 056 · Domare: · Marcus Linde · Mikael Holm |
| 18:30 UTC+2 | 18:30 UTC+2      |                                                                           |                         |                                | Helsingfors, Finland · Publik: 5 056 · Domare: · Marcus Linde · Mikael Holm | Helsingfors, Finland · Publik: 5 056 · Domare: · Marcus Linde · Mikael Holm |
| 18:30 UTC+2 | 18:30 UTC+2      |                                                                           |                         |                                | Helsingfors, Finland · Publik: 5 056 · Domare: · Marcus Linde · Mikael Holm | Helsingfors, Finland · Publik: 5 056 · Domare: · Marcus Linde · Mikael Holm |
| 18:30 UTC+2 | 18:30 UTC+2      |                                                                           |                         |                                | Helsingfors, Finland · Publik: 5 056 · Domare: · Marcus Linde · Mikael Holm | Helsingfors, Finland · Publik: 5 056 · Domare: · Marcus Linde · Mikael Holm |
| 18:30 UTC+2 | 18:30 UTC+2      |                                                                           |                         |                                | Helsingfors, Finland · Publik: 5 056 · Domare: · Marcus Linde · Mikael Holm | Helsingfors, Finland · Publik: 5 056 · Domare: · Marcus Linde · Mikael Holm |

|             | 15 december 2016 | Sverige                                               | 3 – 1                   | Ryssland                | VTB Ice Palace                                                               |                                                                              |
| 19:00 UTC+3 | 19:00 UTC+3      | (0–1, 1–0, 2–0) Rapport                               | (0–1, 1–0, 2–0) Rapport | (0–1, 1–0, 2–0) Rapport | Moskva, Ryssland · Publik: 11 700 · Domare: · Aaro Brännare · Aleksi Rantala | Moskva, Ryssland · Publik: 11 700 · Domare: · Aaro Brännare · Aleksi Rantala |
| 19:00 UTC+3 | 19:00 UTC+3      | Lindblom (27:56) Bertilsson (58:34) Thuresson (59:49) | Mål                     | (08:56) (PP1) Gavrikov  | Moskva, Ryssland · Publik: 11 700 · Domare: · Aaro Brännare · Aleksi Rantala | Moskva, Ryssland · Publik: 11 700 · Domare: · Aaro Brännare · Aleksi Rantala |
| 19:00 UTC+3 | 19:00 UTC+3      |                                                       |                         |                         | Moskva, Ryssland · Publik: 11 700 · Domare: · Aaro Brännare · Aleksi Rantala | Moskva, Ryssland · Publik: 11 700 · Domare: · Aaro Brännare · Aleksi Rantala |
| 19:00 UTC+3 | 19:00 UTC+3      |                                                       |                         |                         | Moskva, Ryssland · Publik: 11 700 · Domare: · Aaro Brännare · Aleksi Rantala | Moskva, Ryssland · Publik: 11 700 · Domare: · Aaro Brännare · Aleksi Rantala |
| 19:00 UTC+3 | 19:00 UTC+3      |                                                       |                         |                         | Moskva, Ryssland · Publik: 11 700 · Domare: · Aaro Brännare · Aleksi Rantala | Moskva, Ryssland · Publik: 11 700 · Domare: · Aaro Brännare · Aleksi Rantala |
| 19:00 UTC+3 | 19:00 UTC+3      |                                                       |                         |                         | Moskva, Ryssland · Publik: 11 700 · Domare: · Aaro Brännare · Aleksi Rantala | Moskva, Ryssland · Publik: 11 700 · Domare: · Aaro Brännare · Aleksi Rantala |

|             | 16 december 2016 | Ryssland                                                                                  | 5 – 1                   | Tjeckien                | VTB Ice Palace                                                               |                                                                              |
| 19:00 UTC+3 | 19:00 UTC+3      | (3–0, 0–1, 2–0) Rapport                                                                   | (3–0, 0–1, 2–0) Rapport | (3–0, 0–1, 2–0) Rapport | Moskva, Ryssland · Publik: 11 668 · Domare: · Aaro Brännare · Aleksi Rantala | Moskva, Ryssland · Publik: 11 668 · Domare: · Aaro Brännare · Aleksi Rantala |
| 19:00 UTC+3 | 19:00 UTC+3      | Plotnikov (05:40) Datsiuk (08:21) Tkatjov (11:27) Telegin (42:58) Kovaltjuk (59:02) (PP1) | Mål                     | (27:47) Zohorna         | Moskva, Ryssland · Publik: 11 668 · Domare: · Aaro Brännare · Aleksi Rantala | Moskva, Ryssland · Publik: 11 668 · Domare: · Aaro Brännare · Aleksi Rantala |
| 19:00 UTC+3 | 19:00 UTC+3      |                                                                                           |                         |                         | Moskva, Ryssland · Publik: 11 668 · Domare: · Aaro Brännare · Aleksi Rantala | Moskva, Ryssland · Publik: 11 668 · Domare: · Aaro Brännare · Aleksi Rantala |
| 19:00 UTC+3 | 19:00 UTC+3      |                                                                                           |                         |                         | Moskva, Ryssland · Publik: 11 668 · Domare: · Aaro Brännare · Aleksi Rantala | Moskva, Ryssland · Publik: 11 668 · Domare: · Aaro Brännare · Aleksi Rantala |
| 19:00 UTC+3 | 19:00 UTC+3      |                                                                                           |                         |                         | Moskva, Ryssland · Publik: 11 668 · Domare: · Aaro Brännare · Aleksi Rantala | Moskva, Ryssland · Publik: 11 668 · Domare: · Aaro Brännare · Aleksi Rantala |
| 19:00 UTC+3 | 19:00 UTC+3      |                                                                                           |                         |                         | Moskva, Ryssland · Publik: 11 668 · Domare: · Aaro Brännare · Aleksi Rantala | Moskva, Ryssland · Publik: 11 668 · Domare: · Aaro Brännare · Aleksi Rantala |

|             | 17 december 2016 | Finland                                      | 2 – 4                   | Sverige                                                                      | VTB Ice Palace                                                              |                                                                             |
| 12:00 UTC+3 | 12:00 UTC+3      | (0–2, 2–2, 0–0) Rapport                      | (0–2, 2–2, 0–0) Rapport | (0–2, 2–2, 0–0) Rapport                                                      | Moskva, Ryssland · Publik: 5 240 · Domare: · Evgeny Naumov · Alexey Ravodin | Moskva, Ryssland · Publik: 5 240 · Domare: · Evgeny Naumov · Alexey Ravodin |
| 12:00 UTC+3 | 12:00 UTC+3      | Aaltonen (24:33) (PP1) Haapala (28:34) (PP1) | Mål                     | (05:30) Gustafsson (16:31) Bergström (21:42) (PP1) Nygren (27:24) Zackrisson | Moskva, Ryssland · Publik: 5 240 · Domare: · Evgeny Naumov · Alexey Ravodin | Moskva, Ryssland · Publik: 5 240 · Domare: · Evgeny Naumov · Alexey Ravodin |
| 12:00 UTC+3 | 12:00 UTC+3      |                                              |                         |                                                                              | Moskva, Ryssland · Publik: 5 240 · Domare: · Evgeny Naumov · Alexey Ravodin | Moskva, Ryssland · Publik: 5 240 · Domare: · Evgeny Naumov · Alexey Ravodin |
| 12:00 UTC+3 | 12:00 UTC+3      |                                              |                         |                                                                              | Moskva, Ryssland · Publik: 5 240 · Domare: · Evgeny Naumov · Alexey Ravodin | Moskva, Ryssland · Publik: 5 240 · Domare: · Evgeny Naumov · Alexey Ravodin |
| 12:00 UTC+3 | 12:00 UTC+3      |                                              |                         |                                                                              | Moskva, Ryssland · Publik: 5 240 · Domare: · Evgeny Naumov · Alexey Ravodin | Moskva, Ryssland · Publik: 5 240 · Domare: · Evgeny Naumov · Alexey Ravodin |
| 12:00 UTC+3 | 12:00 UTC+3      |                                              |                         |                                                                              | Moskva, Ryssland · Publik: 5 240 · Domare: · Evgeny Naumov · Alexey Ravodin | Moskva, Ryssland · Publik: 5 240 · Domare: · Evgeny Naumov · Alexey Ravodin |

|             | 18 december 2016 | Tjeckien                                                      | 4 – 1                   | Sverige                 | VTB Ice Palace                                                                  |                                                                                 |
| 13:00 UTC+3 | 13:00 UTC+3      | (0–0, 2–1, 2–0) Rapport                                       | (0–0, 2–1, 2–0) Rapport | (0–0, 2–1, 2–0) Rapport | Moskva, Ryssland · Publik: 5 150 · Domare: · Michail Buturlin · Viktor Gashilov | Moskva, Ryssland · Publik: 5 150 · Domare: · Michail Buturlin · Viktor Gashilov |
| 13:00 UTC+3 | 13:00 UTC+3      | Polášek (21:13) Kämpf (34:13) Jeřábek (57:26) Vitásek (59:46) | Mål                     | (31:37) Johansson       | Moskva, Ryssland · Publik: 5 150 · Domare: · Michail Buturlin · Viktor Gashilov | Moskva, Ryssland · Publik: 5 150 · Domare: · Michail Buturlin · Viktor Gashilov |
| 13:00 UTC+3 | 13:00 UTC+3      |                                                               |                         |                         | Moskva, Ryssland · Publik: 5 150 · Domare: · Michail Buturlin · Viktor Gashilov | Moskva, Ryssland · Publik: 5 150 · Domare: · Michail Buturlin · Viktor Gashilov |
| 13:00 UTC+3 | 13:00 UTC+3      |                                                               |                         |                         | Moskva, Ryssland · Publik: 5 150 · Domare: · Michail Buturlin · Viktor Gashilov | Moskva, Ryssland · Publik: 5 150 · Domare: · Michail Buturlin · Viktor Gashilov |
| 13:00 UTC+3 | 13:00 UTC+3      |                                                               |                         |                         | Moskva, Ryssland · Publik: 5 150 · Domare: · Michail Buturlin · Viktor Gashilov | Moskva, Ryssland · Publik: 5 150 · Domare: · Michail Buturlin · Viktor Gashilov |
| 13:00 UTC+3 | 13:00 UTC+3      |                                                               |                         |                         | Moskva, Ryssland · Publik: 5 150 · Domare: · Michail Buturlin · Viktor Gashilov | Moskva, Ryssland · Publik: 5 150 · Domare: · Michail Buturlin · Viktor Gashilov |

|             | 18 december 2016 | Ryssland                                                                  | 4 – 3                   | Finland                                          | VTB Ice Palace                                                          |                                                                         |
| 17:00 UTC+3 | 17:00 UTC+3      | (3–1, 1–1, 0–1) Rapport                                                   | (3–1, 1–1, 0–1) Rapport | (3–1, 1–1, 0–1) Rapport                          | Moskva, Ryssland · Publik: 11 970 · Domare: · Pavel Hodek · René Hradil | Moskva, Ryssland · Publik: 11 970 · Domare: · Pavel Hodek · René Hradil |
| 17:00 UTC+3 | 17:00 UTC+3      | Sjalunov (01:37) Jakovlev (07:31) (PP1) Telegin (09:36) Kovaltjuk (32:53) | Mål                     | (00:46) Pesonen (36:46) Haapala (40:15) Aaltonen | Moskva, Ryssland · Publik: 11 970 · Domare: · Pavel Hodek · René Hradil | Moskva, Ryssland · Publik: 11 970 · Domare: · Pavel Hodek · René Hradil |
| 17:00 UTC+3 | 17:00 UTC+3      |                                                                           |                         |                                                  | Moskva, Ryssland · Publik: 11 970 · Domare: · Pavel Hodek · René Hradil | Moskva, Ryssland · Publik: 11 970 · Domare: · Pavel Hodek · René Hradil |
| 17:00 UTC+3 | 17:00 UTC+3      |                                                                           |                         |                                                  | Moskva, Ryssland · Publik: 11 970 · Domare: · Pavel Hodek · René Hradil | Moskva, Ryssland · Publik: 11 970 · Domare: · Pavel Hodek · René Hradil |
| 17:00 UTC+3 | 17:00 UTC+3      |                                                                           |                         |                                                  | Moskva, Ryssland · Publik: 11 970 · Domare: · Pavel Hodek · René Hradil | Moskva, Ryssland · Publik: 11 970 · Domare: · Pavel Hodek · René Hradil |
| 17:00 UTC+3 | 17:00 UTC+3      |                                                                           |                         |                                                  | Moskva, Ryssland · Publik: 11 970 · Domare: · Pavel Hodek · René Hradil | Moskva, Ryssland · Publik: 11 970 · Domare: · Pavel Hodek · René Hradil |